# Kramer guitars
Kramer Guitars – amerykański producent gitar elektrycznych i basów. Kramer produkuje gitary elektryczne i basy od lat siedemdziesiątych dwudziestego wieku, głównie z przeznaczeniem dla muzyków grających hard rocka i heavy metal. Kramer jest obecnie oddziałem Gibson Guitar Corporation.

## Historia

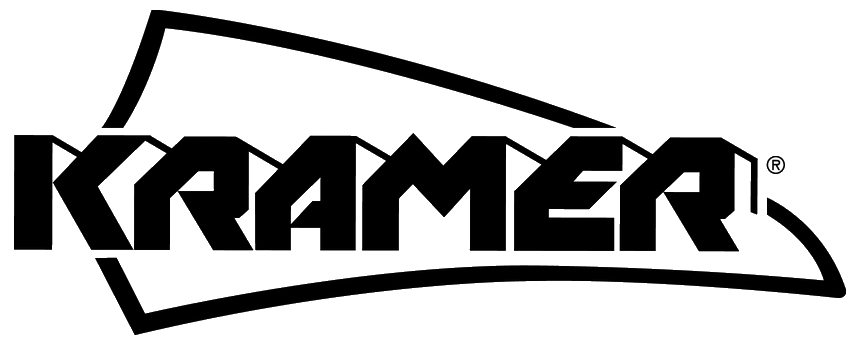
Logo firmy Kramer Guitars

Firma Kramer Guitars została założona w roku 1976 w Neptune, w stanie New Jersey przez Dennisa Berardiego. Gryfy gitarowe i basowe Kramera zawierały aluminiowe wkładki. Każdy miał wstawki z orzecha lub klonu w żywicy epoksydowej. Korpusy były wykonane z wysokiej jakości orzecha włoskiego lub klonu, choć niektóre wczesne instrumenty zawierały również rzadkie gatunki drewna, które nie są zwykle używane w produkcji gitar, takich jak Koa, Shedua i Bubinga.
Na początku lat 80. Kramer zaczął produkować gitary z drewnianymi gryfami. Kramer postawił na współpracę z wirtuozem gitary Eddiem Van Halenem, który był wtedy na początku swojej kariery. Dało to Kramerowi światową reputację. Eddie Van Halen używał nowatorskich wtedy systemów tremolo Floyd Rose™. Kramer Guitars podpisał umowę z Floyd Rose i montował ich mosty tremolo w swoich gitarach. Od 1983 roku system tremolo Floyd Rose ™ pozostawał wyłącznym produktem Kramera przez całą dekadę.
Na początku lat dziewięćdziesiątych problemy produkcyjne w New Jersey i za granicą, ponowne pojawienie się Fendera i Gibsona jako silnych konkurentów oraz eksplozja alternatywnych zespołów, takich jak Pearl Jam i Nirvana, odbiły się na finansach Kramera. Kramer zaprzestał produkcji w 1991 roku, a później został zakupiony przez Gibson Music Instruments w Nashville. Pod skrzydłami Gibsona firma działa do dziś.